# Scaphiophryne marmorata
Scaphiophryne marmorata és una espècie de granota que viu a Madagascar. Està amenaçada d'extinció per la pèrdua del seu hàbitat natural.

## Descripció
Scaphiophryne marmorata mesura entre 35 i 50 mm. El dors és de color verd oliva amb grans taques marrons. La pell de l'esquena és granulosa i forta, especialment en els mascles durant l'època de cria. Les cames tenen barres fosques. El ventre és blanc amb taques negres. El mascle té un sac vocal únic.